# Sfassif
Sfassif  (in arabo الصفاصيف‎?) è un centro abitato e comune rurale del Marocco situato nella provincia di Khémisset, regione di Rabat-Salé-Kénitra. Conta una popolazione di 7 685 abitanti (censimento 2014).